# Fridolin Holdener (1803-1849)
Fridolin Holdener, né le 22 janvier 1803 à Schwytz et mort le 27 décembre 1849 dans cette même localité est une personnalité politique suisse.

## Biographie
Fridolin Holdener est député au Grand Conseil du canton de Schwytz. Il est landamman de Schwytz en 1836-1838, 1840-1842 et 1844-1846.
Il épouse en 1827 Josefa Aloisia Suter, fille du landamman Meinrad Suter. Il est le père du conseiller national Fridolin Holdener.